# Apophylia brancuccii
Apophylia brancuccii is een keversoort uit de familie bladkevers (Chrysomelidae). De wetenschappelijke naam van de soort werd in 1998 gepubliceerd door Medvedev in Medvedev & Sprecher-Uebersax.